# Мицу
Мицу (лат. Scombrops) — род лучепёрых рыб из отряда окунеобразных, единственный в семействе ложноскумбриевых, или скомбропсовых, или мицуевых (Scombropidae). Максимальная длина тела представителей разных видов варьирует от 104 до 150 см. Распространены в тропических и тёплых умеренных водах всех океанов. Обитают на континентальном шельфе и склоне на глубинах от 20 до 610 м. Питаются рыбами, ракообразными и кальмарами.

## Описание
Тело удлинённое, немного сжато с боков, покрыто циклоидной чешуёй. Высота тела меньше длины головы. Глаза большие, их диаметр превышает длину рыла. Нет шипов на жаберной крышке. Предкрышка с мелкими зазубринами и нижним выступом. Рот большой, окончание верхней челюсти заходит за вертикаль, проходящую через заднюю часть глаза. Зубы на обеих челюстях клыковидные. Есть зубы на сошнике, нёбных костях и языке. Жаберные перепонки раздельны и не приращены к истмусу. Два спинных плавника. Хвостовой плавник раздвоенный. Мягкий спинной плавник, анальный и хвостовой плавники покрыты чешуёй. Боковая линия полная. Есть плавательный пузырь. Позвонков: 10 туловищных и 16 хвостовых.

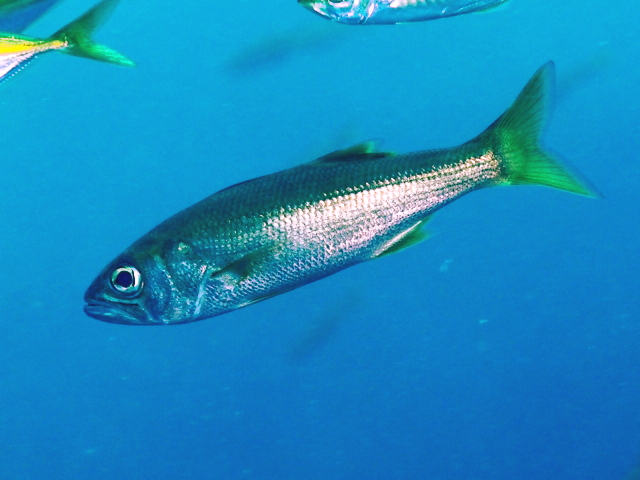
Scombrops boops

## Классификация
В состав рода включают 3 вида:
- Scombrops boops (Houttuyn, 1782) — Мицу (вид)[6]
- Scombrops gilberti (Jordan & Snyder, 1901) — Мицу Гилберта[1]
- Scombrops oculatus (Poey, 1860)